# Sinfonia n. 3 "Delle campane"
La sinfonia n.3 "delle campane" è una composizione sinfonica di Gian Francesco Malipiero.
Terminata a Venezia il 14 febbraio 1945, fu eseguita per la prima volta al Teatro Comunale di Firenze il 4 novembre dello stesso anno sotto la bacchetta di Igor Markevitch.
L'autore, nel proprio Catalogo annotato del 1952, chiarisce che il sottotitolo "delle campane" è suggestivo di uno stato d'animo e non di un programma: lo scampanio quindi non va inteso in senso onomatopeico, ma come evocazione nostalgica di campane a festa e di pace.

## Genesi
Malipiero lavorò alla partitura negli ultimi due anni della Seconda Guerra Mondiale, periodo in cui non si allontanò mai da Venezia e da Palazzo Pisani, sede del Conservatorio Benedetto Marcello. Da qui si adoperò per trarre in salvo allievi e docenti dalla chiamata alle armi e dai campi di concentramento. Come annota l'autore, la sinfonia «è legata ad una data terribile, all'8 settembre 1943. Al tramonto di quel giorno indimenticabile le campane di San Marco suonarono, ma non poterono ingannare chi conosceva la loro vera voce. Non squillavano per la pace, ma per annunziare nuovi tormenti, nuove angosce».

## Movimenti
La sinfonia si articola in quattro movimenti:
1.Allegro moderato
2.Andante molto moderato
3.Vivace
4.Lento
Anche se Malipiero ha a cuore la salvaguardia della propria creatività, la riproposizione di motivi tematici o di intere frasi fanno intuire che egli non ripudia in toto certe caratteristiche ormai consolidate del linguaggio sinfonico. Ad esempio, l'Allegro moderato iniziale e il Vivace del terzo tempo hanno molte similitudini fra di loro; il Vivace in ritmo ternario si presenta sostanzialmente come uno Scherzo. L'Andante sostenuto che chiude l'ultimo movimento non è che una variante del motivo principale dell'Andante molto moderato. 
I sentimenti che vi si colgono vanno dall'ansia alla paura, dalla serenità all'attesa di pace cosicché la sinfonia si presenta come un discorso molto vario, ma che converge verso una superiore unità espressiva.

## Incisioni discografiche
- Sinfonia del mare, sinfonia n.3 e n.4, Orchestra sinfonica di Mosca, direttore Antonio de Almeida. CD Marco Polo 8.223602.